# Acacia permixta
Acacia permixta (tên tiếng Anh là Hairy Acacia) là một loài rau đậu thuộc họ Fabaceae. Loài này có ở Botswana, Nam Phi, và Zimbabwe.